# Перламутровка адиппа
Перламутровка адиппа, или Перламутровка красная (лат. Fabriciana adippe, syn. Argynnis adippe) дневная бабочка из семейства нимфалид.
Длина переднего крыла имаго — 25—38 мм.

## Этимология названия
Адиппа (с греческого) — женское имя.

## Биология
Вид развивается в одном поколении, лет имаго с конца мая по начало сентября. Взрослые бабочки живут долго, не менее 4 недель. Часто встречается вместе с Argynnis aglaja и Argynnis niobe. Самка откладывает около 100 яиц. Зимует полностью сформировавшаяся гусеница в оболочке яйца. Маленькие гусеницы после зимовки развиваются до мая. Окукливаются на стеблях, обыкновенно сухих, вблизи поверхности земли. Куколка свободная, прикреплена головой вниз и обвита легкой шелковистой нитью. Стадия куколки — около 3—6 недель.

## Кормовые растения
Фиалка собачья (Viola canina L.), фиалка опушённая (Viola hirta L.), Фиалка душистая (Viola odorata L.) Фиалка трёхцветная (Viola tricolor L.), Viola sp. — фиалка.

## Время лёта
Май — 3 декада, июнь, июль, август, сентябрь — 1 декада.

## Местообитания
Различные типы лугов, лесные опушки, поляны, обочины лесных дорог, кустарники и редколесья, склоны речных террас. В горах Крыма и Кавказа встречается на лугах в лесном поясе.

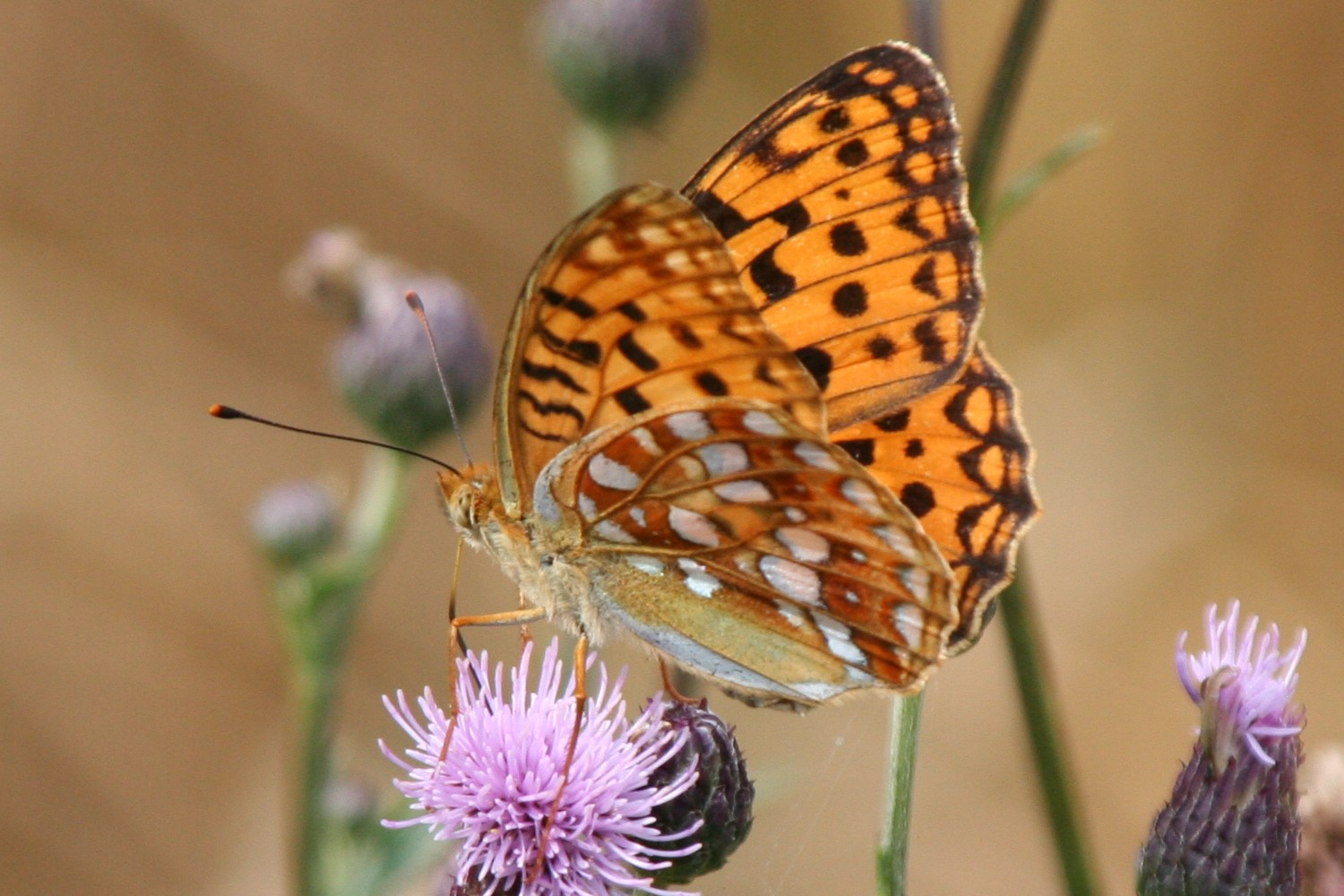
Перламутровка адиппа

## Ареал
Северо-западная Африка, внетропическая Евразия.
Вид широко распространен по всей Восточной Европе, отсутствует лишь на крайнем севере (севернее 64 градуса северной широты), а также, по-видимому, в Молдове, в большей части степной зоны Украины и в Прикаспийской низменности. Обитает также в горах Крыма, Карпат и Кавказа.

## Замечания по систематике

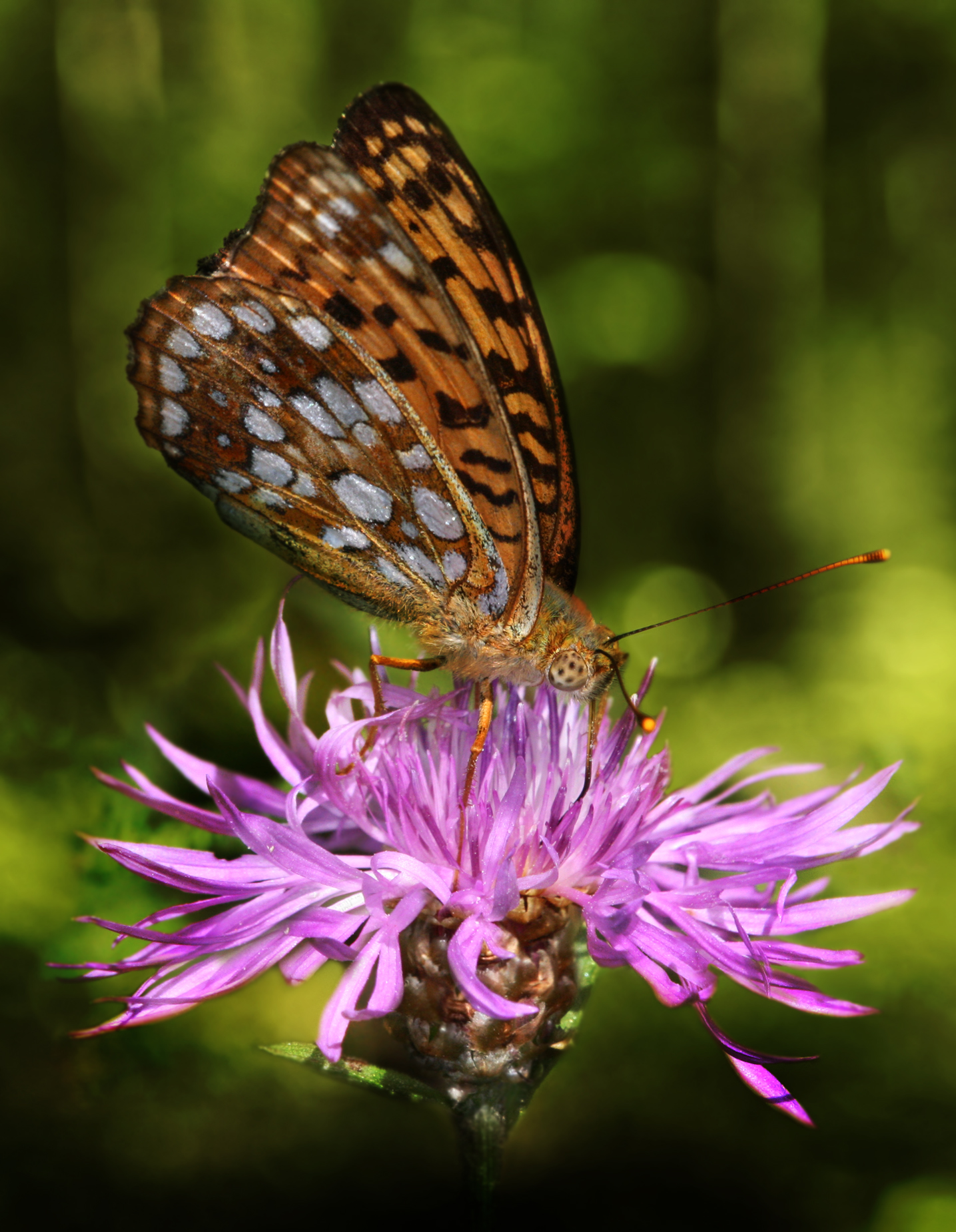
Перламутровка адиппа на цветке василька придунайского

Вид, у которого наряду с типичной формой (с серебристыми пятнами на исподе задних крыльев) у обоих полов наблюдается также форма без серебристых пятен — cleodoxa Ochsenheimer, которая чаще встречается на юге Европы. Вид не является стенотопным, отдельные особи могут совершать миграции, а, так как нет естественных границ для распространения вида, то, следовательно, и нет препятствий для скрещивания между особями различных популяций на всем протяжении ареала с севера на юг. Общий характер изменчивости, например, северных особей обусловлен факторами внешней среды и в жаркие годы даже на севере ареала могут появляться особи, схожие с представителями более южных районов, например, количество бабочек формы cleodoxa резко возрастает. Потому подвиды: Argynnis adippe norwegica Schultz, 1904 (типовое место Норвегия), Argynnis adippe garcila Fruhstorfer, 1910 (типовое место Саратов), Argynnis adippe thalestria Jachontov, [1909] (типовое место Боржоми — Грузия) следует считать лишь синонимами номинативного подвида.
Образует множество географических форм. В немецких и австрийских Альпах обитает подвид bajuvarica, на севере Европы подвид norvegica. В Испании и Португалии встречается форма f. chlorodippe. Большое количество географических форм описано из Восточной Азии, с территории Китая и Японии. Среди прочих выделяется форма Argynnis adippe f. cleodoxa, у неё на нижней стороне задних крыльев отсутствуют серебристые пятна, но преобладает желтоватая окраска с зеленоватым отливом. В Юго-Восточной Европе данная форма является местами более обычной, чем номинативная.